# Charlotte Laurent
Pour les articles homonymes, voir Laurent.
Charlotte Laurent est une actrice française née à Amsterdam le 6 janvier 1766 et décédée après 1817.

## Biographie
Elle débute à la Comédie-Française en 1784.
Sociétaire de la Comédie-Française en 1785.
Retraitée en 1790.